# Novosibirská vodní elektrárna
Novosibirská vodní elektrárna (rusky Новосибирская ГЭС) je vodní dílo na řece Ob. Kromě výroby elektrické energie splňuje požadavky Novosibirské oblastí na dodávku vody, říční plavbu a zavlažování. Je významným regulačním prvkem západní části energetické soustavy Sibiře. Architektonické části byly vyhlášeny národní technickou památkou Ruska.

## Všeobecné informace

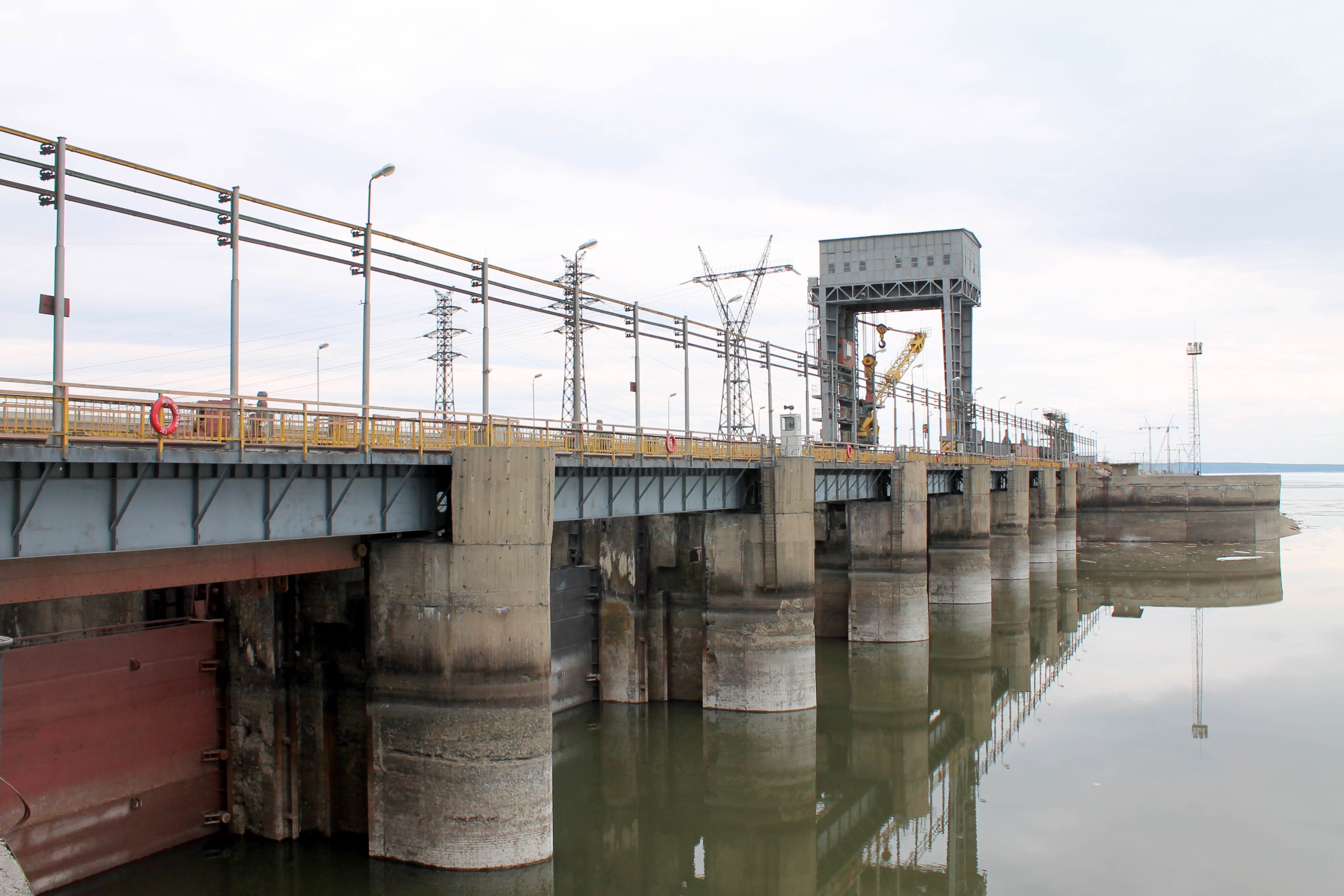
Návodní část přelivové části

Vodní dílo je umístěno nad městem Novosibirsk 2986 km od ústí řeky. Naplněním nádrže vznikla Novosibirská přehradní nádrž o celkovém objemu 8,8 km3 a užitečném objemu 4,4, km3.
Celková délka přehradního systému je 4 843 m, z toho 418 m připadá na betonové konstrukce. Na levém břehu navazuje betonová část na 311 m dlouhou a na pravém břehu na 1064 m dlouhou zemní sypanou hráz.
Betonová část se skládá z tělesa elektrárny, jejíž návodní část je součástí přehradního systému a přelivovou část. V elektrárně o délce 224 m pracuje na spádu 17 m sedm vertikálních Kaplanových turbín o průměru 8 m a hltnosti 495 m3/s. Šest turbín dává výkon výkon 70 MW, jedna turbína pracuje o výkonu 65 MW.  Celkový výkon elektrárny je tak 485 MW.
Přelivová hráz obsahuje 8 přelivových polí o délce 20 m, každá o propustnosti 1 150 m3/s. Včetně spodních přelivů elektrárny a hltností turbín umožňuje vodní dílo přeliv 22 065 m3/s.
Říční plavbu zajišťuje tříkomorový, jednocestný zdymadlový systém.
Elektřina z generátorů je dodávána do pěti hlavních výkonových transformátorů a do sítě je distribuována do 12 vedení 10 x 110 kV a 2 x 220 kV.
Dlouhodobá průměrná roční výroba se pohybuje kolem hodnoty 1,69 miliardy kWh.

## Historie vodního díla
První projekt na vybudování vodní elektrárny v blízkosti Nikolajevsku (od roku 1925 Novosibirsk) vznikl ještě za carské vlády. Jednalo se pouze o využití toku řeky Inja (46 m3/s). Výstavbě zamezila první světová válka. Výstavba tepelné elektrárny v oblasti se objevila již v požadavcích prvního Plánu elektrifikace Ruska GOELRO v prosinci 1920. Samotný veletok Ob se objevuje v návrzích z let 1933 -1934, a to především v úseku mezi Barnaulem a Novosibirskem. Prudký nárůst průmyslového významu Novosibirsku během Velké vlastenecké války vyvolal i intenzivní požadavky na podporu elektrické soustavy vodním dílem. Projekt na výstavbu v dnešní podobě byl schválen Radou ministrů SSSR v roce 1950.
V roce 1951 začaly výkopové práce na suché jámě elektrárny a přelivové hráze. První kubík betonu byl do základů elektrárny položen v roce 1953. Na začátku roku 1955 došlo k betonování přelivové hráze.
K překrytí původního koryta byl určen říjen 1956. Nákladní automobily vyklápěly kameny a štěrk rovnoměrně do koryta řeky z pontonového mostu. Nápor větru však vazbu pontonového mostu přetrhl a v dalších dnech pak poprvé v historii došlo k překrývání širokého toku kontinuální navážkou z obou břehů. Tok Obu byl v původním řečišti zastaven 5. listopadu 1956.
V následujícím roce došlo k částečnému plnění nádrže a 10. listopadu 1957 byla spuštěna první hydroenergetická jednotka. Stěny a střecha elektrárny v té době ještě nebyly hotovy a jednotka pracovala pod stanem. Ke konečnému naplnění nádrže došlo v roce 1959, kdy byla do provozu uvedena poslední jednotka a elektrárna začala pracovat při plném výkonu. Do nepřetržitého provozu bylo dílo uvedeno 12. srpna 1961.

## Současnost a budoucnost
Vodní dílo (mimo zdymadlového systému) je majetkem společnosti RusHydro. Ve spolupráci s ukrajinskou firmou Turboatom Charkov dochází k rekonstrukci turbín i řídících systémů. Koncem roku 2019 dosáhne celkový výkon elektrárny hodnoty 490 MW.

Novosibirská vodní elektrárna byla od počátku víceúčelovým zařízením, kde kromě hlavního energetického účelu plnila i funkci v říční plavbě, v zásobování města vodou a v zajištění spádového zavlažování Kulundské stepi. Začátkem tisíciletí ustoupila zavlažovací funkce do pozadí, zatímco do popředí se dostalo zásobování třetího největšího města Ruska vodou. Ve srovnání s ostatními sibiřskými elektrárnami nejsou výkon i výroba elektrické energie příliš významné. Vzhledem k reliéfu západosibiřským toků je však v oblasti jediným větším zdrojem vodní energie, která je pro udržovaní stability energetického systému nepostradatelná. Její význam ještě více vzrostl po rozpadu Sovětského Svazu, kdy se sovětské elektrárny Buchtarminská a Usť-Kamenogorská na Irtyši ocitly na území samostatného Kazachstánu.

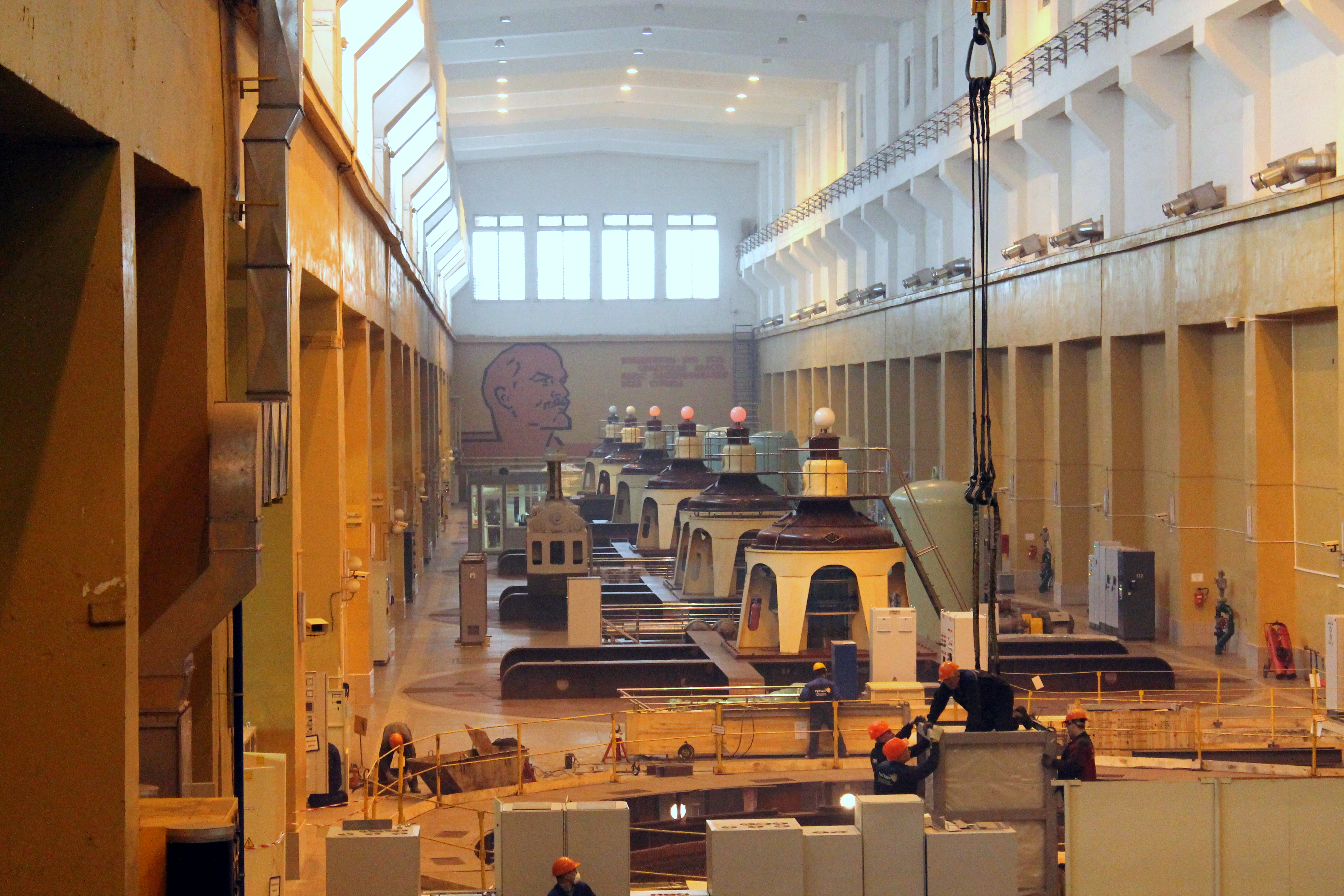
Strojovna elektrárny
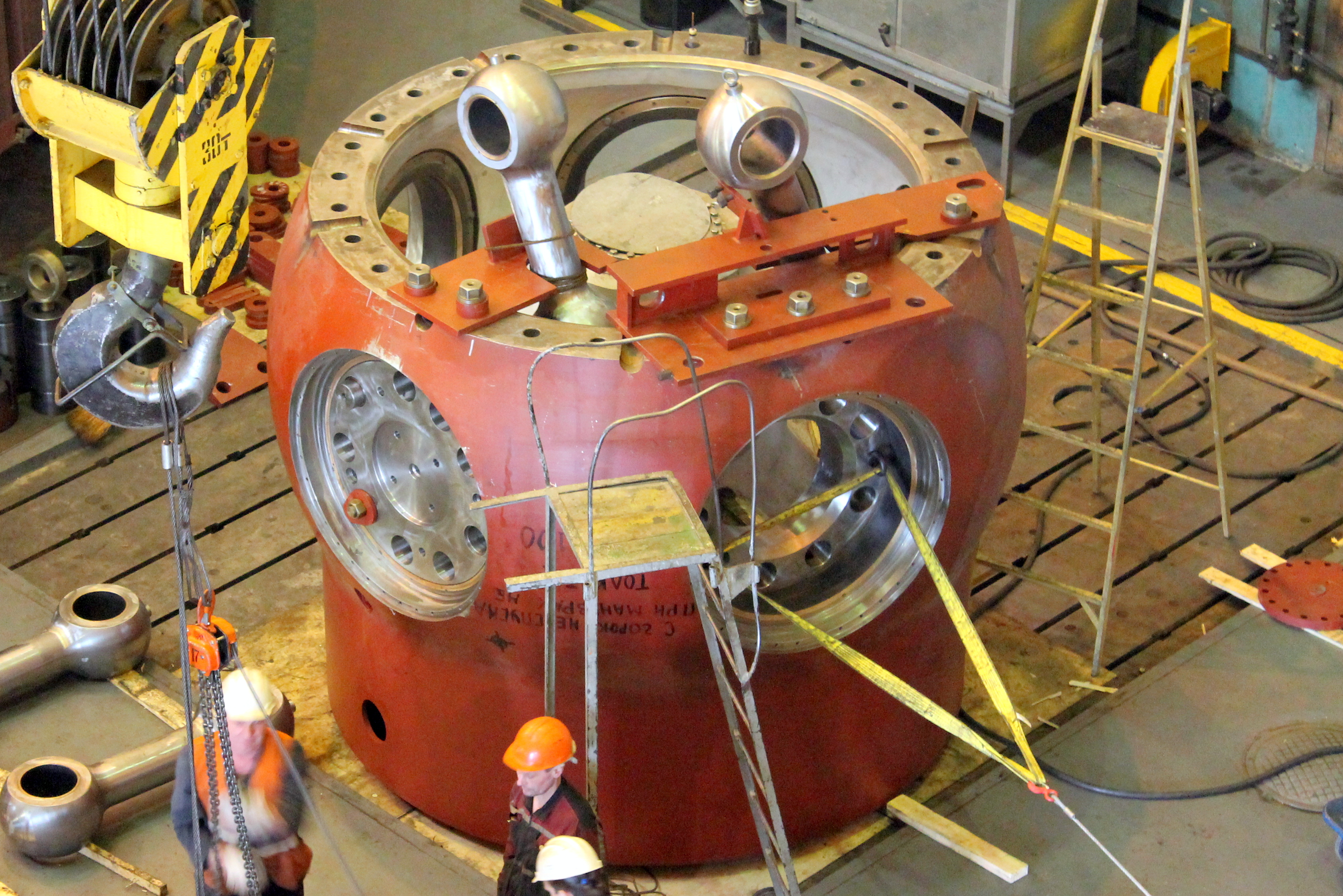
Náboj turbíny při rekonstrukci
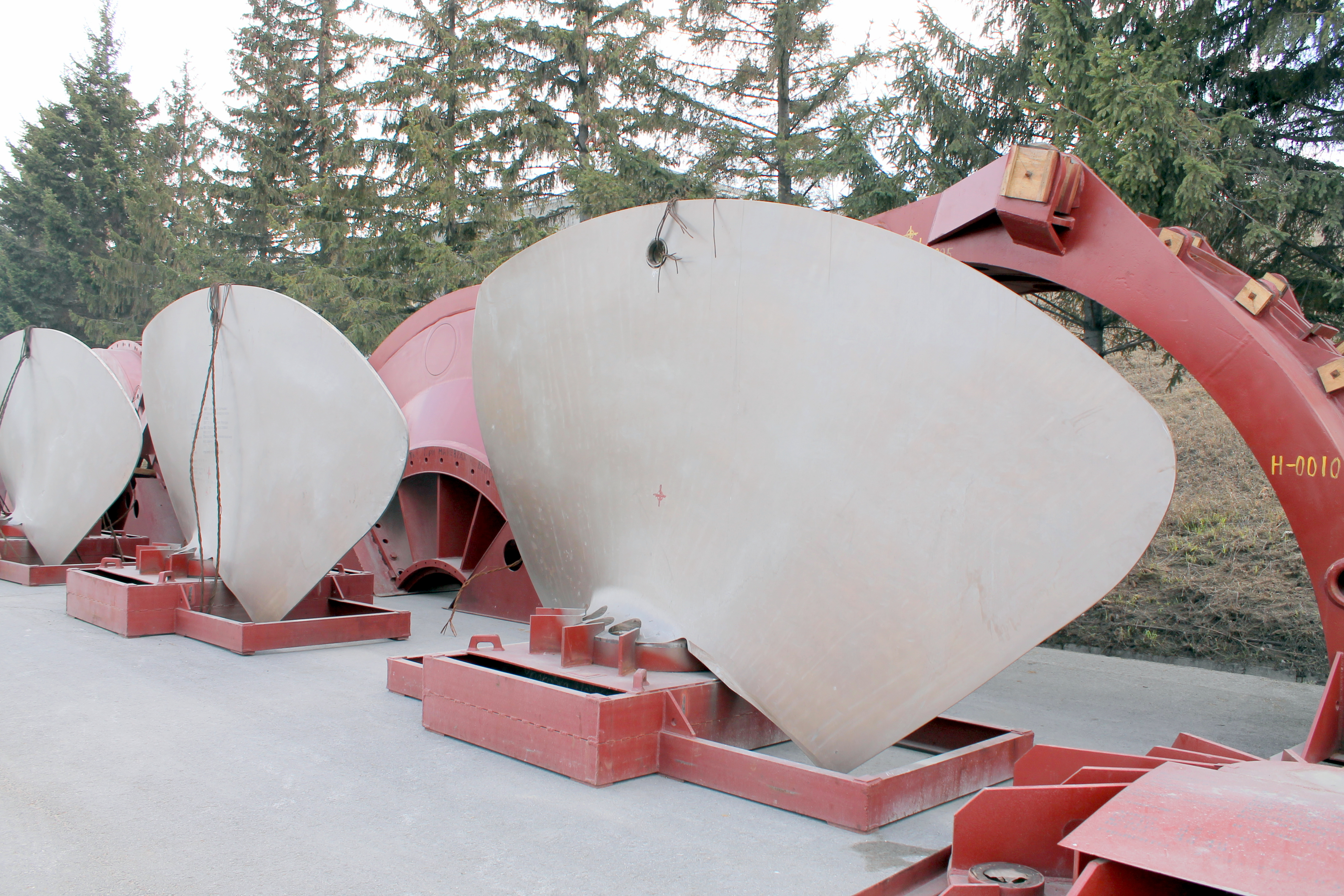
Nové lopatky pro účinnější provoz
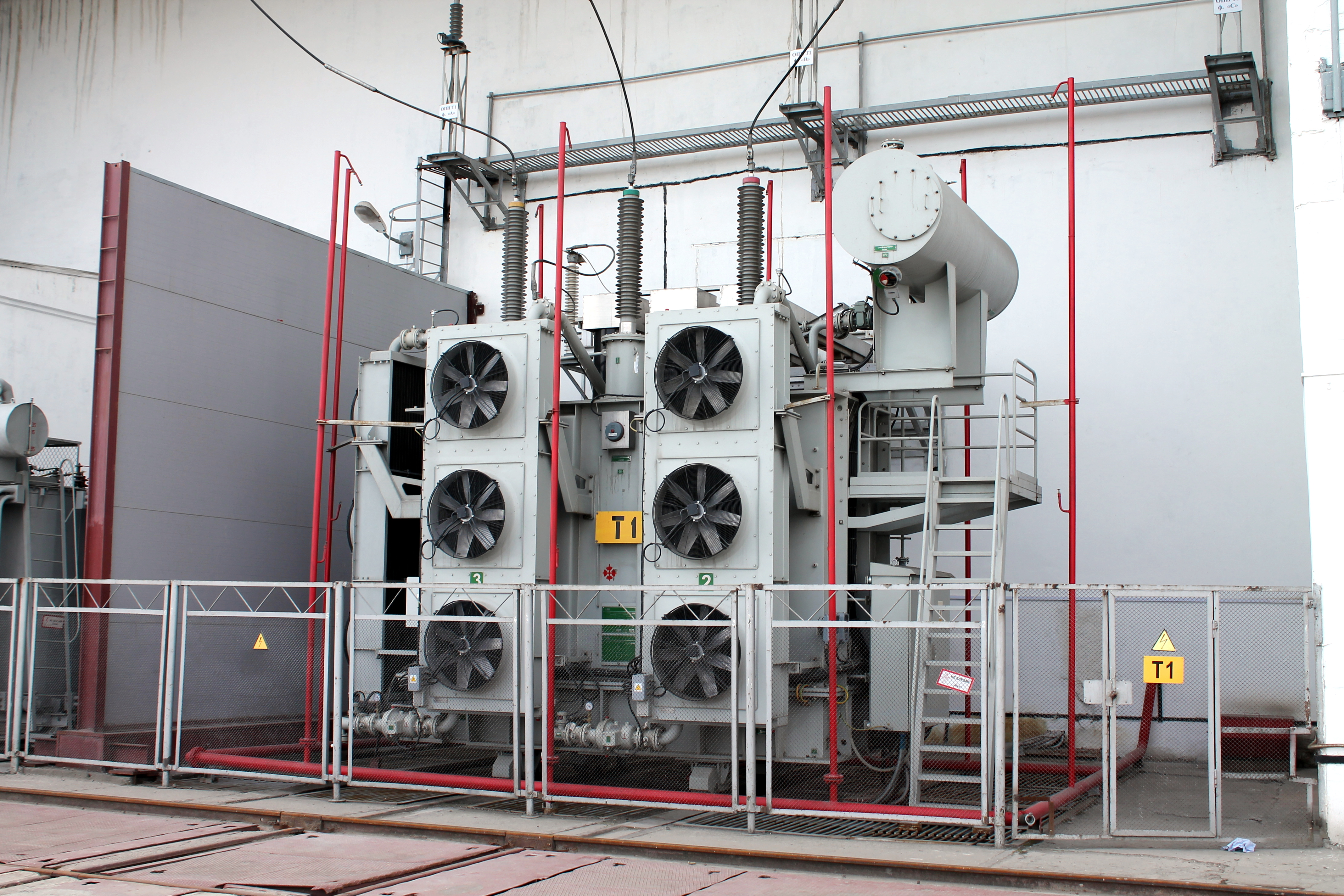
Silový transformátor
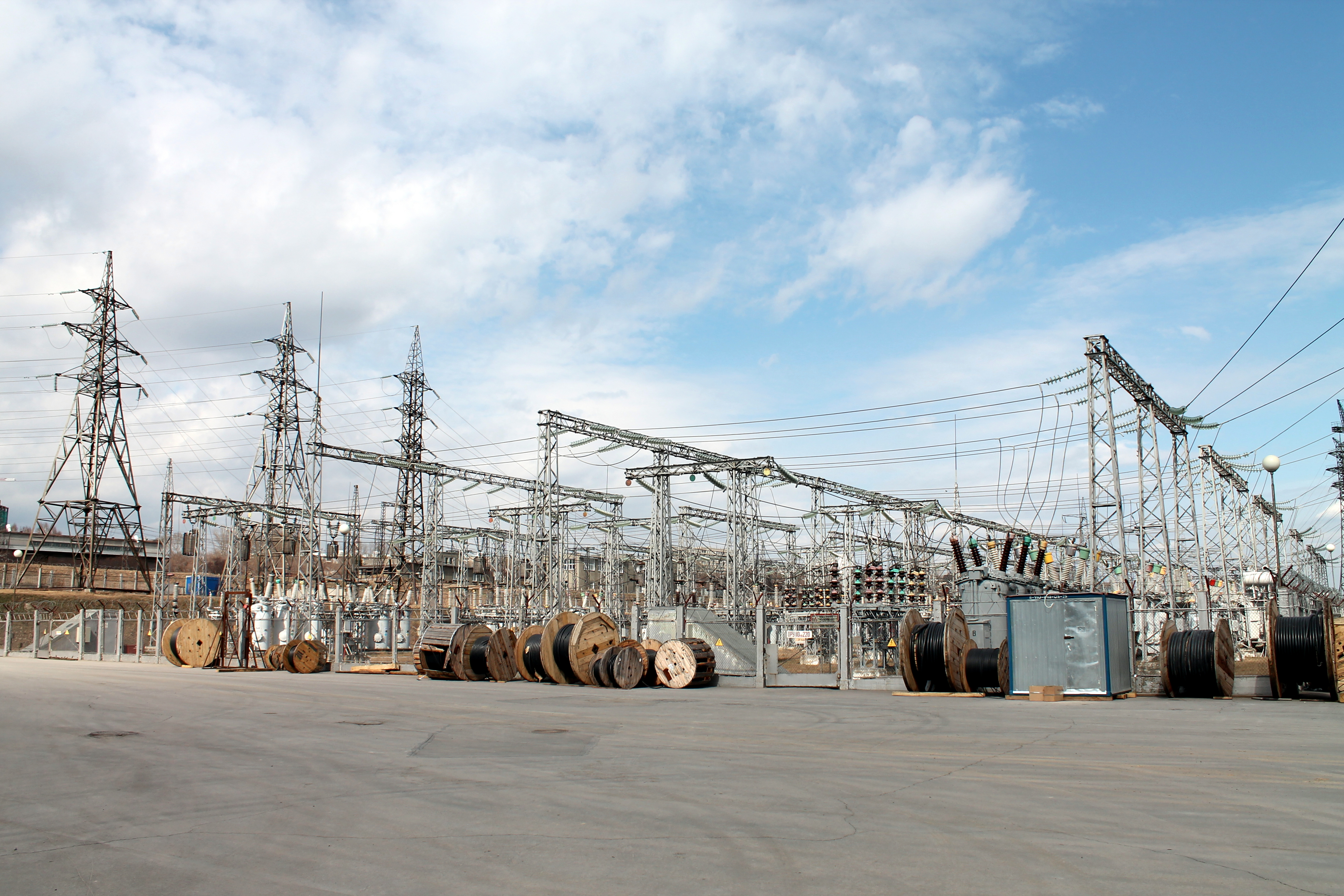
Rozvodna 110 / 220 kV
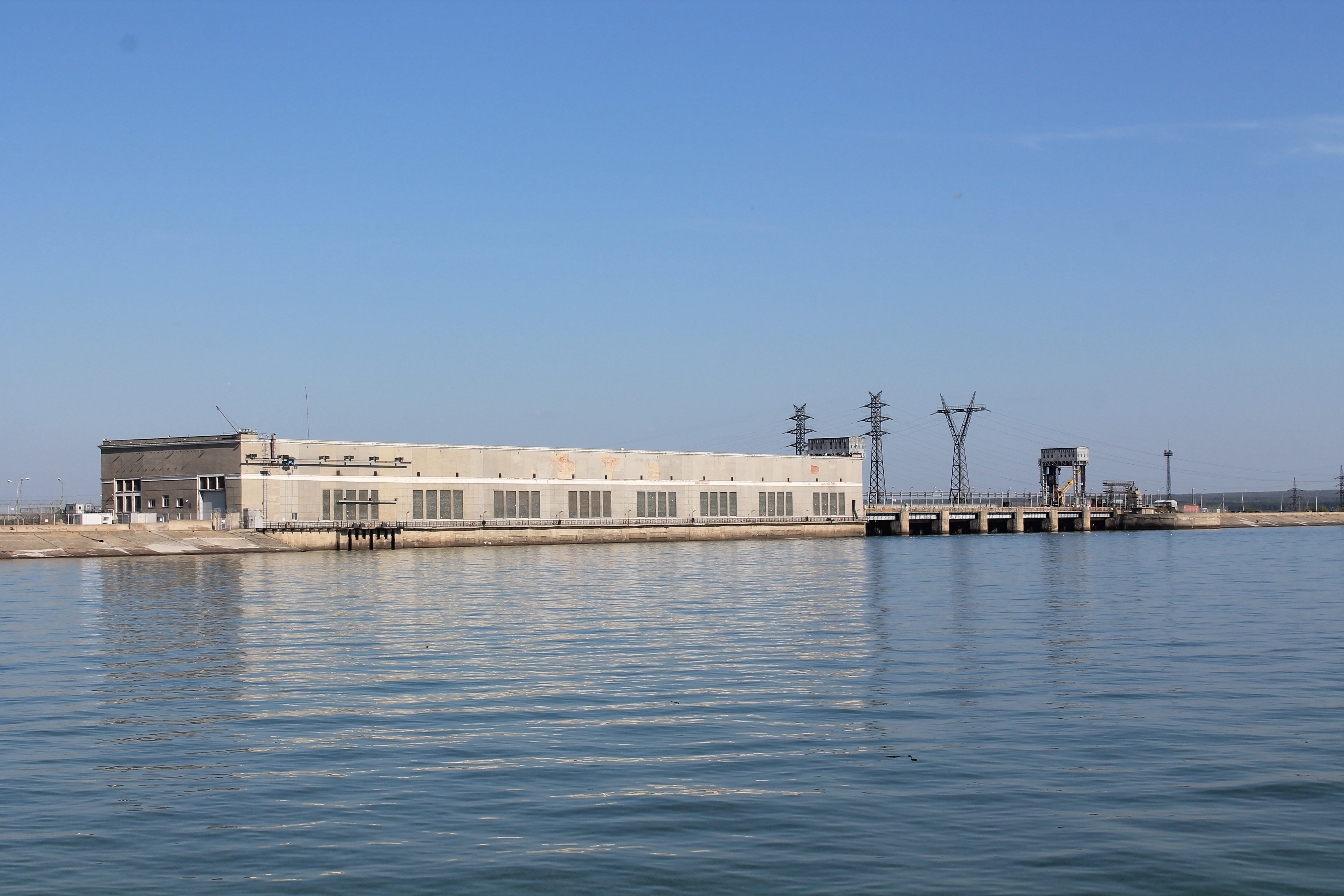
Návodní část elektrárny a přelivové hráze
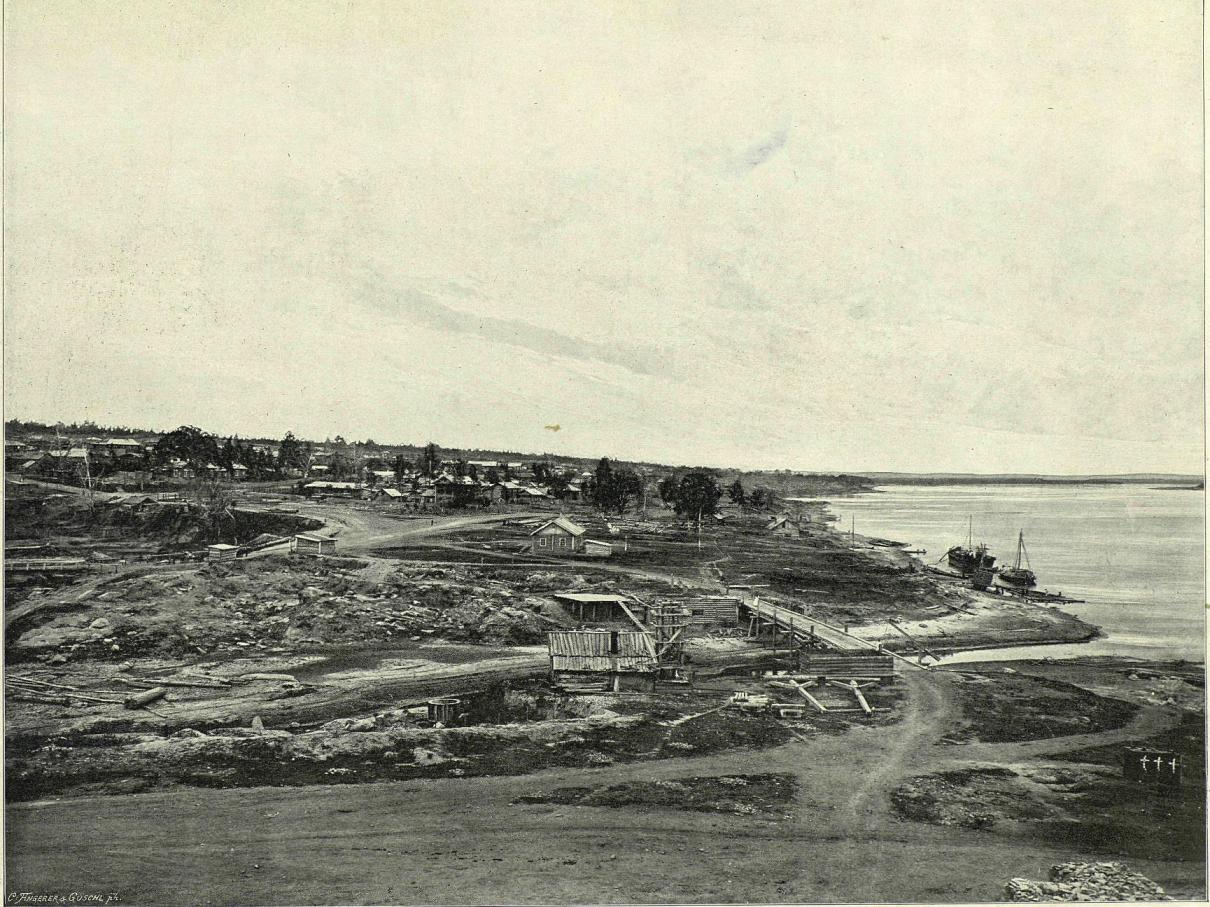
Břeh Obu v Nikolajevsku v roce 1899